# Puntombervis
De puntombervis (Leiostomus xanthurus) is een straalvinnige vis uit de familie van ombervissen (Sciaenidae) en behoort derhalve tot de orde van baarsachtigen (Perciformes). De vis kan maximaal 36 cm lang en 450 gram zwaar worden. De hoogst geregistreerde leeftijd 4 jaar.

## Leefomgeving
Leiostomus xanthurus komt in zeewater en brak water voor. De vis prefereert een subtropisch klimaat en leeft hoofdzakelijk in de Atlantische Oceaan. De diepteverspreiding is 0 tot 60 m onder het wateroppervlak.

## Relatie tot de mens
Leiostomus xanthurus is voor de visserij van aanzienlijk commercieel belang. In de hengelsport wordt er weinig op de vis gejaagd.